# Злочини усташа у котару Босанска Дубица
Злочини усташа у котару Босанска Дубица представљају пример масовних злочина геноцида над српским становништвом Козаре и Босанске крајине које је спроводио усташки режим Независне Државе Хрватске, током Другог светског рата, уз учешће формација и органа Трећег рајха.
Општина Босанска Дубица је имала највеће поименице познате губитке становника на тлу Југославије, процентуално, али и у апсолутним бројкама. Током Другог светског рата страдало је чак 16.155 поименице познатих становника котара/општине Босанска Дубица, што представља страдање око 53% предратног становништва. Иако је поименични попис страдалих становника котара Босанска Дубица прилично детаљан, може се претпоставити да је коначан број страдалих нешто већи, с обзиром да су у многим местима котара страдале читаве породице.
Оружане формације Независне Државе Хрватске одговорне су за смрт 72,61% страдалих становника котара Босанска Дубица, док су немачке формације одговорне за смрт 27,35% страдалих становника котара.
Током 1942. 21.037 житеља котара је интернирано у логоре. Од овог броја страдало је у логорима 11.194 лица.
Са подручја овог котара живот је током рата изгубило најмање 4.149 (поименично познате) деце млађе од 14 година.

## Географски оквир
Међуратни котар Босанска Дубица територијално се поклапао са послератном истоименом општином која је смештана на северозападним падинама Козаре и североисточним падинама Просаре. Ово подручје обухвата 61 сеоско насеље и Босанску Дубицу као једино градско насеље. Сва сеоска насеља у котару већински су била настањена српским становништвом, док је пре Другог сватског рата Босанска Дубица била етнички мешовита са бошњачком већином.
Највећи део котара потпада под микрорегион познат под називом Кнешпоље.

## Нумеричко одређење броја страдалих
Општина Босанска Дубица је имала највеће поименице познате губитке становника на тлу Југославије, процентуално, али и у апсолутним бројкама. Током Другог светског рата страдало је чак 16.155 поименице познатих становника котара/општине Босанска Дубица, што представља страдање око 53% предратног становништва.
Локални СУБНОР је 1950. сачинио врло детаљан попис жртава рата са територије котара Босанска Дубица. Овај попис допунили су и у незнатној мери ревидирали сарадници Музеја жртава геноцида из Београда. Поименични попис страдалих становника котара публиковао је историчар Душан Д. Самарџија у монографији Босанскодубичко подручје у НОР-у и социјалистичкој револуцији 1941-1945. (Босанска Дубица, 1984), док је историчар Драган Цветковић, кустос Музеја жртава геноцида квантификовао резултате СУБНОР-овог пописа и потоње допуне и ревизије и ове резултате публиковао 2009.
Према подацима које је публиковао Цветковић, котар Босанска Дубица је имао 16.155 жртава током рата.
Етничка структура:
- Срби 15.918 (98,53%)
- Муслимани 105 (0,65%)
- Хрвати 87 (0,54%)

Родна структура:
- мушкарци 11.538 (71,42%)
- жене 4.617 (28,58%)

Старосна структура није засебно разматрана у два наведена рада, али захваљујући списку страдалих познато је да је са подручја овог котара током Другог светског рата живот изгубило 4.149 деце млађе од 14 година, што даје додатну димензију геноцидним радњама на овом подручју. Формације и власт НДХ сносе одговорност за смрт већине деце са подручја Козаре.
Од 16.155 жртава 1.494 су пали борци НОВЈ, док су 14.625 цивилне жртве.
Највећи број припадника НОВЈ је страдао 1942. - 1.006 бораца (67,34%). Исте године је забележено и најмасовније страдање цивилног становништва - 12.038 (82,31%).
Одговорност за страдање позната је за 10.204 лица (63,16% случајева):
- Оружане снаге НДХ 7.424 (72,76%)
- Оружане снаге Трећег рајха 2.776 (27,21%)[1]

## Злочини усташких формација над локалним становништвом

### 1941.
Током 1941. на подручју котара Босанска Дубица страдало је најмање 637 лица, односно толико је поименице познато страдалих лица у овој години из овог котара. Већина лица страдалих 1941. у котару били су жртве оружаних формација НДХ.
Захваљујући чињеници да усташе нису имале упоришта међу локалним становништвом, сем незнатне подршке у самом граду, до почетка августа 1941. нису забележени масовни усташки злочини на овом подручју.
Почетком августа у селу Новоселци усташе из Босанске Дубице, међу којима су били многи ван дубичког подручја, убили су 31 лице. У истом раздобљу у селу Шпиља и Вриоци убили су по 6 лица. 
У ноћи између 20. и 21. августа 1941. усташе су извршиле масакр над затвореницима усташког затвора у Босанској Дубици. Тада је према сведочењима преживелих заточеника убијено око 200 претходно ухапшених становника града и околних села.
Усташе и домобрани, пристигли са других подручја, 18-22. августа су извршили напад на кнешпољска села, између Дубице и Козаре. Тада су, како истичу домобрански извори, запаљене многе куће у селима: Агинци, Парнице, Хаџибаир, Влашковци.
У селу Читлук 22. августа усташко-домобранске снаге су убили и спалили 19 лица, међу којима 13 деце до 14 година старости. Истог дана у селу Стригова убијено је 7 лица, међу којима двоје мале деце. Према неким сведочењима, "највећи број људи у Читлуку и Стригови поклао је др Бранко Стипанчић, лекар из Хрватске Костајнице, са својим 14-годишњим сином“.
Током лета 1941. спречени су даљи упади усташа и домобрана у села у Кнешпољу захваљујући јачању и омасовљењу партизанског покрета.

### 1942.
Током 1942. страдало је најмање 13.048 становника котара Босанска Дубица, што представља 80,77% укупног страдања становништва овог подручја у Другом светском рату. Највећи број страдалих изгубио је животе у логорима Јасеновац, Стара Градишка и Старо сајмиште (Прихватни логор Земун).
Један део становника котара који је страдао 1942. убијен је на подручју котара, односно у селима одакле је потицао. Најкарактеристичнији и најстрашнији пример масовног злочина који су починиле усташе над локалним становништвом догодио се у селу Драксенић, између Босанске Дубице и Јасеновца. Реч је о познатом покољу у Драксенићу, претежно над женама и децом.
Тог дана је на зверски начин, ножевима и тупим предметима, убијено око 207 становника Драксенића. Усташе су убиле око 130, а домобрани око 70 становника села. Највећи број страдалих је убијен у сеоској православној цркви.
Уочи отпочињања немачко-усташке офанзиве на Козару, дошло је до депортовања локалног српског становништва из Босанске Дубице, Хрватске Дубице и села из околине Хрватске Дубице, у усташке логоре. Хапшења, депортацију и пљачку српске имовине у Босанској Дубици извршили су припадници усташке Црне легије и усташе из логора Јасеновац. У Хрватској Дубици ухапшени су и они Срби који су претходно прешли у католичку веру. Ови догађаји одиграли су се 14. априла 1942. Из Босанске Дубице је интернирано у логоре 220 лица, од којих је 95 убијено у логору Стара Градишка.
Немачко-усташка офанзива на Козару започела је 10. јуна 1942. и трајала је 53 дана. Целокупно становништво из села под партизанском контролом са подручја Босанске Дубице, али и из оних делова котарева Приједор, Босански Нови, Босанска Градишка, који гравитирају према Козари, непосредно уочи непријатељске офанзиве избегао је у козарачке шуме из оправданог страха од репресалија.
Након четрнаестодневних борби, 10-24. јуна 1942, немачко-усташке снаге су успеле да окруже Козару. Због неуспеха формација НДХ да козарачким партизанима нанесу пораз, при чему су усташко-домобранске снаге трпеле озбиљне губитке, крајем јуна 1942. долази до упућивања немачког појачања из Србије, с обзиром да је у Србији партизански устанак био сломљен почетком 1942, а четничке снаге нису дејствовале против Немаца још од почетка новембра 1941.
Почетком јула 1942. партизанске снаге на Козари (Други крајишки НОП одред) нашле су се у врло незавидном положају.
Делови Другог крајишког партизанског одреда успели су почетком јула 1942. да изврше пробој кроз непријатељске линије у правцу реке Сане. Са деловима одреда из обруча се извукло око 10.000 цивила. Ипак, главнина цивила и партизана и даље је остала у обручу. Након непријатељског стезања обруча и продирања у дубину, дошло је до заробљавања великог броја рањеника, партизанских бораца и цивилног становништва. Део заробљеника усташе и Немци су побили на Козари, нарочито када су у питању партизански рањеници, а већину су депортовали у усташке логоре Јасеновац и Стара Градишка.
Према најчешће помињаним подацима у стручној литератури формације НДХ и Трећег рајха отерале су у логоре око 68.000 становника Козаре, Просаре и Поткозарја. Од овог броја са босанскодубичког подручја било је око 21.037 житеља. Од 21.037 логоре и интернацију преживело је 10.328, а 11.194 их је убијено у усташким и нацистичким логорима.
Међу наведених 11.194 страдалих становника котара у фашистичким логорима, било је и неколико хиљада деце која су убијена у логорима Независне Државе Хрватске.
Према подацима Драгоја Лукића са територије котара Босанска Дубица у рату је страдало 4.149 деце до 14 година старости. Већина их је убијена у логорима Стара Градишка, Јасеновац, Млака и Јабланац, али су многа деца са подручја Козаре умрла приликом транспорта из Старе Градишке у Загреб или у логоре у Сиску и Јастребарском где су такође умирала у великом броју услед изгладњивања, исцрпљености и неспречавања заразних болести.

### 1943.
Током 1943. страдало је најмање 1.291 становник котара Босанска Дубица.
Већина лица страдалих у овој години, завршила су у логорима претходне године.

### 1944.
Током 1944. страдало је најмање 767 становника котара Босанска Дубица.
Усташе су 18-19. септембра 1944. заклале у Хрватској Дубици око 55 лица са подручја Босанске Дубице и околине, углавном припадника српске националности. Наредног дана, 20. септембра 1944. у Босанској Дубици је обешено 17 јасеновачких логораша, становника Босанске Дубице, углавном припадника муслиманске/бошњачке и хрватске народности.
У новембру 1944. у козарачким селима усташе су током упада на слободну територију убиле око 50 локалних становника.

### 1945.
Током 1945. страдало је најмање 412 становника котара Босанска Дубица.
У раздобљу од 17. до 22. фебруара 1945. усташе (Хрватске оружане снаге) су извршиле напад на слободну територију Козаре. Тих дана усташе су на Козари убиле 140 лица, док је 38 лица нестало. Највећи број страдалих био је са подручја дубичког котара. 
У Гуњевцима је убијено 52 лица, а 38 их је нестало. У Срефлијама је убијено 13 становника, а четворо су усташе повеле са собом.

## Губици становништва по насељима
Напомена: ПБ = пали борци; ЖФТ = жртве фашистичког терора
| - Агинци 63 ПБ, 166 ЖФТ - Бабинац 29 ПБ, 115 ЖФТ - Бачвани 58 ПБ, 96 ЖФТ - Бијаковац 99 ПБ, 397 ЖФТ - Бјелајци 26 ПБ, 133 ЖФТ - Божићи 53 ПБ, 217 ЖФТ - Брекиња 135 ПБ, 231 ЖФТ - Челебинци 69 ПБ, 173 ЖФТ - Читлук 70 ПБ, 269 ЖФТ - Демировац 65 ПБ, 628 ЖФТ - Диздарлије 50 ПБ, 90 ЖФТ - Доња Градина 42 ПБ, 346 ЖФТ - Доњи Јеловац 98 ПБ, 207 ЖФТ - Доња Слабиња 118 ПБ, 262 ЖФТ - Доња Јутрогошта 13 ПБ, 62 ЖФТ - Драксенић 94 ПБ, 802 ЖФТ - Фурде 15 ПБ, 69 ЖФТ - Горња Градина 17 ПБ, 96 ЖФТ - Горњоселци 31 ПБ, 312 ЖФТ - Гуњевци 57 ПБ, 222 ЖФТ | - Главинац 18 ПБ, 86 ЖФТ - Хаџибајир 13 ПБ, 131 ЖФТ - Хајдеровци 20 ПБ, 112 ЖФТ - Јасење 39 ПБ, 135 ЖФТ - Јохова 58 ПБ, 134 ЖФТ - Јошик 17 ПБ, 77 ЖФТ - Клековци 59 ПБ, 582 ЖФТ - Комленац 61 ПБ, 184 ЖФТ - Кошућа 45 ПБ, 205 ЖФТ - Крива Ријека 25 ПБ, 58 ЖФТ - Котурови 33 ПБ, 183 ЖФТ - Кадин Јеловац 68 ПБ, 257 ЖФТ - Маглајци 29 ПБ, 138 ЖФТ - Мало Двориште 70 ПБ, 176 ЖФТ - Мирковац 107 ПБ, 302 ЖФТ - Међувође 124 ПБ, 363 ЖФТ - Међеђа 119 ПБ, 954 ЖФТ - Мљечаница 50 ПБ, 192 ЖФТ - Мразовци 81 ПБ, 145 ЖФТ - Мурати 30 ПБ, 108 ЖФТ | - Новоселци 38 ПБ, 152 ЖФТ - Оџинци 25 ПБ, 106 ЖФТ - Парнице 12 ПБ, 69 ЖФТ - Побрђани 80 ПБ, 169 ЖФТ - Пуцари 90 ПБ, 287 ЖФТ - Раковица 95 ПБ, 205 ЖФТ - Сјеверовци 42 ПБ, 182 ЖФТ - Скључани 44 ПБ, 195 ЖФТ - Срефлије 74 ПБ, 437 ЖФТ - Суваја 35 ПБ, 125 ЖФТ - Стригова 86 ПБ, 203 ЖФТ - Шеварлије 65 ПБ, 250 ЖФТ - Шпиља 0 ПБ, 53 ЖФТ - Тукључани 71 ПБ, 164 ЖФТ - Ушивац 23 ПБ, 99 ЖФТ - Велико Двориште 70 ПБ, 208 ЖФТ - Верија 34 ПБ, 94 ЖФТ - Вриоци 17 ПБ, 105 ЖФТ - Влашковци 73 ПБ, 196 ЖФТ - Војскова 101 ПБ, 400 ЖФТ - Босанска Дубица 64 ПБ, 297 ЖФТ |